# Nostalgic Train
Nostalgic Train (stylisé NOSTALGIC TRAIN) est un jeu de type walking-simulator développé par Tatamibeya et sorti le 23 juin 2018 sur PC (Windows). Le jeu est sorti le 26 août 2021 sur Nintendo Switch, PlayStation 4 et PlayStation 5.  

## Histoire
Le jeu Nostalgic Train prend place dans la campagne fictive de Natsugiri. Le joueur incarne un personnage amnésique qui va devoir partir à la recherche de notes réparties dans les environs afin de se remémorer ses souvenirs. 

## Système de jeu
Il s'agit d'un jeu d'exploration en vue à la première personne, sans aucun autre gameplay que le déplacement. La narration se fait uniquement à l'aide de textes décrivant les pensées du personnage quand celui-ci se remémore des événements passés. Il est également possible de se promener librement sans se soucier du scénario dans un mode dédié.

## Développement
Nostalgic Train a été créé par Tatamibeya, surnom utilisé par Hiroshi Sakakibara pour ses activités de développeur indépendant. Le développement, réalisé grâce à l'Unreal Engine 4, a duré au total une année. Développant le jeu tout seul, Tatamibeya a créé lui-même les modèles et les textures des bâtiments ainsi que du train et des petits objets. Il a cependant eu recours à des assets déjà existant pour les musiques, les effets visuels et la végétation. 

## Inspiration
Le développement de Nostalgic Train remonte à l'été 2017 quand Tatamibeya repensais régulièrement au modélisme ferroviaire, une de ses passions d'enfance. Plus que le train en lui-même, c'est l'image du train défilant dans son environnement qui l'a réellement inspiré. Concernant le village de Natsugiri, Tatamibeya n'a pas pris modèle sur un village en particulier mais a essayé l'a mis en forme en y mettant nombre d'éléments que l’on peut voir en se promenant dans n’importe quelle campagne japonaise.